# Assassinat de Sonya Massey
El 6 de juliol de 2024, Sonya Massey, una dona negra nord-americana de 36 anys, va rebre un tret mortal a casa seva pel diputat Sean Grayson de l'oficina del xèrif del comtat de Sangamon a Woodside Township, prop de Springfield, a Illinois.
Abans del tiroteig, Sonya Massey havia trucat al telèfon d'emergències 911 i es va referir a un possible sospitós que rondava al voltant de casa seva. Després que l'agent Sean Grayson, un altre agent i un adjunt no identificat van entrar a la casa de Massey realitzaren un escorcoll als voltants immediats, i tots tres van mantenir una breu conversa al voltant del carnet de conduir de Massey i un vehicle a la seva calçada. Després que Grayson va dir a Massey que mirés l'olla d'aigua bullent que tenia als fogons, els agents van alterar-se ràpidament, amb tots dos agents extraient de les seves fundes les respectives pistoles i Grayson cridant que "dispararia a la seva cara de merda". Grayson va disparar a Massey fins a tres vegades, matant-la. Després del tiroteig, Grayson va ser acomiadat de l'oficina del xèrif del comtat de Sangamon i acusat de tres càrrecs d'assassinat en primer grau, entre altres càrrecs.

## Incident
A primera hora del matí del 6 de juliol de 2024, Massey va trucar a les autoritats perquè creia que algú havia entrat a casa seva. Dos agents, Grayson i el segon adjunt no identificat, van respondre i posteriorment van escorcollar el pati del darrere de Massey i els voltants immediats de la seva propietat. Com que no van trobar cap evidència de cap activitat o persones sospitoses, els agents es van acostar a la porta principal de Massey i Grayson va trucar diverses vegades sense cap resultat. Al cap d'aproximadament tres minuts, Massey va obrir la porta i va mantenir una conversa amb els agents. Els agents van informar Massey que no havien trobat res destacable en la seva recerca mentre Massey utilitzava el seu telèfon mòbil. Mentre els agents es preparaven per acabar la intervenció, l'oficial no identificat va caminar pel costat de la casa de Massey per informar del número de matrícula d'un vehicle a la seva calçada que Massey va informar els agents que no era seu. Massey i Grayson van continuar conversant. Després que l'oficial no identificat va tornar a la porta principal de Massey, tots tres entraren a la residència de Massey.
A l'interior de la casa, Grayson va demanar repetidament a Massey que li proporcionés el seu carnet de conduir i va parlar del vehicle estacionat a la seva calçada. Mentre l'agent no identificat mirava al voltant de la residència, es podia veure a la gravació de la càmera corporal d'un dels agents a Massey mirant una petita pila de papers i la seva bossa. En un moment donat, Massey li demana a Grayson que li lliuri una bíblia. Després d'un minut i mig de recerca, els diputats esmenten una olla d'aigua bullent que es trobava als fogons de la casa de Massey i li demanen que la revisi, ja que "no necessiten foc mentre estem aquí". Després que Massey agafés l'olla d'aigua la va dur fins a la seva pica, i llavors l'agent no identificat i Grayson es varen moure cap enrere. Massey preguntà als oficials què estaven fent, com per què fessin marxa enrere. Grayson respongué que s'estaven allunyant de l'olla d'aigua calenta i bullint. Massey repetí la seva pregunta i digué: "Us reprenc en nom de Jesús". Tot seguit Massey repetí la seva declaració a instàncies de Grayson, i Grayson va treure la seva pistola tot dient: "Més val que no, et juro per Déu que et dispararé a la cara".
L'agent no identificat tragué també l'arma. Massey es disculpà immediatament dient: "D'acord, ho sento" i caigué a terra darrere del taulell de la cuina, però tots dos agents s'avançaren des de la sala d'estar cap a la cuina amb les seves armes reglamentàries. Després de diversos segons de cridar ordres a Massey perquè deixés caure l'olla d'aigua, Grayson disparà tres trets a Massey, ferint-la mortalment. CBS News va informar que les imatges del tiroteig mostraven que "Massey podia estar subjectant l'olla d'aigua per sobre del seu cap just abans que es fessin els trets". L'agent no identificat va informar llavors que s'havien disparat trets i que hi havia una dona amb una ferida al cap. Els agents procedires a arxar per agafar el seu kit mèdic, però Grayson els digué que no ho fessin, dient que "havien acabat". Més tard, Massey va ser declarada morta a l'Hospital St. John's de Springfield.
Les imatges de la càmera corporal del tiroteig es van publicar el 22 de juliol.

## Persones implicades

### Sonya Massey
Sonya Lynaye Wilburn-Massey va néixer el 12 de febrer de 1988 i tenia 36 anys en el moment de la seva mort. Era mare d'un fill i d'una filla.

### Sean Patrick Grayson
Sean Patrick Grayson, l'agent responsable del tiroteig mortal de Massey, va tenir un historial laboral en sis departaments de policia diferents en un període de poc menys de 4 anys, des de l'11 d'agost de 2020 fins al 17 de juliol de 2024. Després de l'incident del tiroteig, Grayson va ser acomiadat. Abans de treballar amb l'oficina del xèrif del comtat de Sangamon, va tenir dues condemnes per conduir sota els efectes de drogues. Les autoritats van revelar que Grayson va desanimar el seu company agent en el tiroteig contra Sonya Massey d'intentar salvar la víctima, un detall capturat a les imatges de la càmera corporal publicades el 22 de juliol de 2024.
Segons el seu advocat, Grayson era un veterà de l'exèrcit que tenia càncer de còlon en estadi 3, que va ser diagnosticat la tardor passada. El seu advocat també va dir que Grayson no era una amenaça per a la comunitat perquè va complir i es va lliurar en mitja hora després de la seva ordre de detenció.

## Conseqüències
Després del tiroteig, l'oficina del xèrif del comtat de Sangamon va obrir una investigació sobre l'incident, que es va lliurar a la policia estatal d'Illinois. La investigació es va acabar en deu dies. Al cap de dues setmanes del tiroteig, l'oficina del xèrif del comtat de Sangamon va donar per acabat a Grayson, afirmant que "És clar que el diputat no va actuar com a entrenat o d'acord amb els nostres estàndards... Les accions preses pel diputat Grayson no reflecteixen els valors i la formació de l'oficina del xèrif del comtat de Sangamon o l'aplicació de la llei en el seu conjunt". El segon oficial, no identificat, va ser posat en permís administratiu.
El 17 de juliol de 2024, un gran jurat va acusar Grayson de cinc càrrecs, inclosos tres d'assassinat en primer grau, un d'agreujant amb una arma de foc i un de mala conducta oficial. Grayson està detingut a la presó sense fiança.
La família de Massey va contractar a Ben Crump, un destacat advocat de drets civils que ha representat diverses altres víctimes de casos de brutalitat policial d'alt perfil, com George Floyd, Breonna Taylor i Ahmaud Arbery.

## Reaccions
- El president dels Estats Units, Joe Biden, va emetre una declaració immediatament després de la publicació de les imatges de la càmera corporal de l'incident per part de la policia estatal d'Illinois en què va condemnar l'assassinat de Massey, afirmant que "els nord-americans... haurien de poder [demanar ajuda] sense témer per les seves vides", i que Massey "hauria de ser viva avui".[7]
- Poc després de la declaració de Biden, la vicepresidenta dels Estats Units, Kamala Harris, va publicar la seva pròpia declaració, dient: "M'uneixo al president Biden per elogiar l'acció ràpida de l'oficina de l'advocacia de l'Estat i per demanar al Congrés que aprovi la Llei de justícia en la policia de George Floyd, que ella va corredactar. També va afirmar que Massey "mereixia estar a salv" i que "va ser assassinada tràgicament a casa seva a mans d'un oficial que va respondre jurar, protegir i servir".[22]
- El governador d'Illinois, JB Pritzker, va condemnar l'assassinat, afirmant que estava "enfurismat perquè se li havia pres la vida a una altra dona negra innocent a mans d'un agent de policia" i que estava "agraït a l'oficina del fiscal de l'estat de Springfield per portar els càrrecs en aquest cas.[3]
- El senador nord-americà Dick Durbin d'Illinois va declarar que els seus "pensaments estan amb la família i els éssers estimats" de Massey. A més, va afirmar que "La policia estatal d'Illinois va dur a terme una investigació exhaustiva de la tràgica mort de Sonya i l'advocat de l'estat del comtat de Sangamon va presentar els càrrecs necessaris de manera oportuna".
- La ciutat de Springfield va anunciar un augment de la presència policial en resposta a l'assassinat i les protestes posteriors de la família i els seguidors de Massey.[3]